# Bundestagswahlkreis Döbeln – Mittweida – Meißen II
Der Bundestagswahlkreis Döbeln – Mittweida – Meißen II war ein Wahlkreis in Sachsen bei den Bundestagswahlen 2002 und 2005. Er trug die Wahlkreisnummer 163 und umfasste die ehemaligen Landkreise Döbeln und Mittweida sowie die Städte Lommatzsch, Meißen, Nossen und die Gemeinden Diera-Zehren, Käbschütztal, Ketzerbachtal, Klipphausen, Leuben-Schleinitz, Lommatzsch des ehemaligen Landkreises Meißen. Vorgängerwahlkreise waren die Bundestagswahlkreise Glauchau – Rochlitz – Hohenstein-Ernstthal – Hainichen, Döbeln – Grimma – Oschatz und Meißen – Riesa – Großenhain.
Da Sachsen zur Bundestagswahl 2009 einen Wahlkreis verlor und außerdem in Sachsen im Jahre 2008 eine größere Kreisreform stattfand, wurden die meisten sächsischen Wahlkreise neu abgegrenzt. Der Wahlkreis Döbeln – Mittweida – Meißen II wurde dabei aufgelöst. Zur Bundestagswahl 2009 wurde der ehemalige Landkreis Döbeln dem neu gebildeten Bundestagswahlkreis Mittelsachsen zugeordnet. Ebenso wurden die Städte Frankenberg/Sa., Hainichen und Mittweida sowie die Gemeinden Kriebstein, Rossau, Altmittweida und Striegistal dem Wahlkreis Mittelsachsen zugeordnet. Die übrigen Teile des ehemaligen Landkreises Mittweida kamen zum neuen Bundestagswahlkreis Chemnitzer Umland – Erzgebirgskreis II. Die Gebiete des Landkreises Meißen wurden dem neuen Bundestagswahlkreis Meißen zugeordnet.

## Bundestagswahl 2005
| Kandidaten                                          | Kandidaten              | Parteien/Listen   | Erststimmen | Erststimmen | Zweitstimmen | Zweitstimmen |
| Kandidaten                                          | Kandidaten              | Parteien/Listen   | Stimmen     | %           | Stimmen      | %            |
| --------------------------------------------------- | ----------------------- | ----------------- | ----------- | ----------- | ------------ | ------------ |
|                                                     | Peter Jahrgewählt im WK | CDU               | 65.453      | 38,9        | 54.677       | 32,5         |
|                                                     | Dirk Warschkow          | SPD               | 37.041      | 22,0        | 37.378       | 22,2         |
|                                                     | Heiko Hilker            | Die Linke         | 37.385      | 22,2        | 38.913       | 23,1         |
|                                                     | Jürgen Fischer          | FDP               | 11.534      | 6,9         | 17.324       | 10,3         |
|                                                     | Peter Hettlich          | GRÜNE             | 4.443       | 2,6         | 5.778        | 3,4          |
|                                                     | Bernd Schubert          | NPD               | 10.200      | 6,1         | 9.725        | 5,8          |
|                                                     | –                       | REP               | –           | –           | 788          | 0,5          |
|                                                     | –                       | PBC               | –           | –           | 732          | 0,4          |
|                                                     | Marcus Kührt            | BüSo              | 2.057       | 1,2         | 1.043        | 0,6          |
|                                                     | –                       | AGFG              | –           | –           | 1.100        | 0,7          |
|                                                     | –                       | MLPD              | –           | –           | 194          | 0,1          |
|                                                     | –                       | PSG               | –           | –           | 482          | 0,3          |
| Gesamt                                              | Gesamt                  | Gesamt            | 168.113     | 100         | 168.134      | 100          |
|                                                     |                         |                   |             |             |              |              |
| Ungültige Stimmen                                   | Ungültige Stimmen       | Ungültige Stimmen | 3.558       | 2,1         | 3.537        | 2,1          |
| Wähler                                              | Wähler                  | Wähler            | 171.671     | 75,9        | 171.671      | 75,9         |
| Wahlberechtigte                                     | Wahlberechtigte         | Wahlberechtigte   | 226.193     |             | 226.193      |              |
|                                                     |                         |                   |             |             |              |              |
| Quellen: Der Bundeswahlleiter, Kandidaten – Stimmen |                         |                   |             |             |              |              |

## Bundestagswahl 2002
| Kandidaten                                          | Kandidaten              | Parteien/Listen   | Erststimmen | Erststimmen | Zweitstimmen | Zweitstimmen |
| Kandidaten                                          | Kandidaten              | Parteien/Listen   | Stimmen     | %           | Stimmen      | %            |
| --------------------------------------------------- | ----------------------- | ----------------- | ----------- | ----------- | ------------ | ------------ |
|                                                     | Peter Jahrgewählt im WK | CDU               | 63.973      | 39,3        | 58.899       | 36,1         |
|                                                     | Gerald Thalheim         | SPD               | 55.357      | 34,0        | 52.083       | 32,0         |
|                                                     | Werner Jordan           | PDS               | 24.122      | 14,8        | 25.412       | 15,6         |
|                                                     | Ulrike Glanz            | GRÜNE             | 4.845       | 3,0         | 5.660        | 3,5          |
|                                                     | Richard Kunze           | FDP               | 9.781       | 6,0         | 12.372       | 7,6          |
|                                                     | –                       | REP               | –           | –           | 1.737        | 1,1          |
|                                                     | Mirko Schmidt           | NPD               | 4.135       | 2,5         | 2.713        | 1,7          |
|                                                     | −                       | PBC               | –           | –           | 811          | 0,5          |
|                                                     | –                       | GRAUE             | –           | –           | 816          | 0,5          |
|                                                     | −                       | BüSo              | –           | –           | 352          | 0,2          |
|                                                     | –                       | Schill            | –           | –           | 2.088        | 1,3          |
|                                                     | Joachim Fischer         | DSU               | 743         | 0,5         | –            | –            |
| Gesamt                                              | Gesamt                  | Gesamt            | 162.956     | 100         | 162.943      | 100          |
|                                                     |                         |                   |             |             |              |              |
| Ungültige Stimmen                                   | Ungültige Stimmen       | Ungültige Stimmen | 3.660       | 2,2         | 3.673        | 2,2          |
| Wähler                                              | Wähler                  | Wähler            | 166.616     | 72,8        | 166.616      | 72,8         |
| Wahlberechtigte                                     | Wahlberechtigte         | Wahlberechtigte   | 228.884     |             | 228.884      |              |
|                                                     |                         |                   |             |             |              |              |
| Quellen: Der Bundeswahlleiter, Kandidaten – Stimmen |                         |                   |             |             |              |              |

## Wahlkreissieger
| Wahl | Name       | Partei | Erststimmen in % |
| ---- | ---------- | ------ | ---------------- |
| 2005 | Peter Jahr | CDU    | 38,9             |
| 2002 | Peter Jahr | CDU    | 39,3             |